# Arise
Arise (с англ. — «Восстание») — четвёртый студийный альбом бразильской метал-группы Sepultura, выпущенный 2 апреля 1991 года. Альбом получил хорошие отзывы критиков таких журналов, как Rock Hard, Kerrang! и Metal Forces. Arise считается лучшим альбомом Sepultura среди поклонников группы.
Обложку альбома Arise (как и альбома Chaos A.D.) оформил известный американский художник Майкл Уэлан.
Стиль музыки в альбоме Arise такой же, как и в предыдущем альбоме Beneath the Remains, хотя в нём и есть элементы индустриальной музыки, хардкора и латиноамериканской национальной музыки.
Тур в поддержку альбома (1990—1992) по продолжительности побил все прежние рекорды группы — тур включал в себя 220 концертов в 39 различных странах. В это время альбом стал золотым в Индонезии. К концу тура Arise уже достиг статуса платинового во всём мире.

## Производство
В августе 1990 года группа поехала во Флориду в США, чтобы работать над альбомом. Скотт Бёрнс выступал в качестве продюсера и звукоинженера. Главное преимущество было в том, что Sepultura была в студии Morrisound, которая была должным образом оборудована для записи их музыкального стиля. Лейбл Roadrunner выделил бюджет в 40 000 долларов. Это позволило Игорю и Бёрнсу провести целую неделю, тестируя ударные инструменты и экспериментируя с вариантами пения.
Ремастер-версия альбома была выпущена Roadrunner в 1997 году с добавленными примечаниями музыкального критика Дона Кэя и четырьмя бонус-треками: кавер-версией песни группы Mötorhead «Orgasmatron», «Desperate Cry» и двумя не выпущенными ранее песнями. Ранее недоступные фотографии с Arise были также включены в расширенный буклет компакт-диска.

## Стиль музыки
Хотя ведущий гитарист Андреас Киссер заявил, что Arise выдержан в том же духе, что и их предыдущий альбом Beneath the Remains, было ясно, что их музыка так или иначе изменилась. По сравнению с предыдущими альбомами темп ударных был замедлен, и барабанщик Игор Кавалера стал использовать загруженные ритмы. Гитаристы Макс Кавалера и Андреас Киссер экспериментировали с различными настройками гитар в некоторых песнях. Благодаря специалисту Дону Кэйе альбом «привёл группу с их начальным дэт/трэш-звучанием к логическому заключению».

## Тур в поддержку альбома
Спустя сутки после окончания записи Arise группа предприняла небольшой тур с металлическими группами Obituary и Sadus.
Он был началом самого длинного тура в карьере Sepultura, который занял два полных года. В январе 1991 года они были приглашены играть на бразильском рок-фестивале Rock in Rio 2, где за ними наблюдала толпа в 70 тысяч человек.
Прежде чем возглавить в середине 1991 года свой европейский тур в поддержку альбома, Sepultura провела ещё один концерт в самом большом городе Бразилии — Сан-Паулу, который состоялся в Praça Charles Miller (перед Estádio do Pacaembu) 11 мая 1991 года. Местная военная полиция ожидала 10 тысяч поклонников группы, но на концерт прибыло около 30 тысяч. Произошли столкновения поклонников и властей, шесть человек были ранены, 18 — арестованы. За неделю до этого некий молодой человек был заколот на концерте Ramones в Сан-Паулу во время стычки между металлистами и скинхедами. Эти события сопровождались огромной негативной реакцией в СМИ по всей стране против рок-музыки.
Трёхмесячный тур Sepultura с трэш-метал-группами Sacred Reich и Heathen был самым большим успехом. Впервые они оказались на площадке пользующегося спросом британского журнала Kerrang!, а главные еженедельники, такие как Melody Maker и NME, издали длинные тематические статьи о группе. В это же время в Испании Sepultura сделала запись Under Siege, включающую их выступление на концерте в Барселоне. После Европы группа совершила турне по Северной Америке с Napalm Death, NYC, Sick of It All и Sacred Reich. Sepultura также совершила краткий немецкий тур с NWOBHM, Motörhead и дэт-метал-группой Morbid Angel в декабре.

## Критика
Альбом Arise был положительно воспринят критиками и рецензентами разных журналов из разных стран, такими как Kerrang!, Rock Hard и Metal Forces. Эдуардо Ривадавия из Allmusic рассматривал Arise как «классику жанра дэт-метала».
Arise стал первым успешным альбомом группы в коммерческом плане, заняв 119-ю позицию в Billboard 200.
Альбом получил золотой статус в 1992 году и был продан в количестве 25 000 экземпляров в Индонезии. К 1993 году был продан 1 миллион копий альбома по всему миру. В 2001 году альбом получил серебро в Соединённом Королевстве, было продано 60 000 экземпляров.

## Список композиций
| №   | Название                          | Длительность |
| --- | --------------------------------- | ------------ |
| 1.  | «Arise»                           | 3:18         |
| 2.  | «Dead Embryonic Cells»            | 4:52         |
| 3.  | «Desperate Cry»                   | 6:40         |
| 4.  | «Murder»                          | 3:26         |
| 5.  | «Subtraction»                     | 4:46         |
| 6.  | «Altered State»                   | 6:34         |
| 7.  | «Under Siege (Regnum Irae)»       | 4:53         |
| 8.  | «Meaningless Movements»           | 4:40         |
| 9.  | «Infected Voice»                  | 3:18         |
| 10. | «Orgasmatron» (Motörhead cover)   | 4:15         |
| 11. | «Intro»                           | 1:32         |
| 12. | «C.I.U. (Criminals in Uniform)»   | 4:17         |
| 13. | «Desperate Cry (Scott Burns Mix)» | 6:43         |

Десятый трек — это бонус-трек бразильского издания и b-side с сингла «Dead Embryonic Cells». Треки 11—13 доступны только в переиздании 1997 года.

## Позиции в чартах
| Чарт                             | Позиция |
| -------------------------------- | ------- |
| Нидерланды (Album Top 100)       | 68      |
| Германия (Offizielle Top 100)    | 25      |
| Швеция (Sverigetopplistan)       | 46      |
| Швейцария (Schweizer Hitparade)  | 24      |
| Великобритания (UK Albums Chart) | 40      |
| США (Billboard 200)              | 119     |

## В записи участвовали
- Макс Кавалера — вокал, ритм-гитара
- Андреас Киссер — ритм- и соло-гитара
- Пауло Шисто Пинто младший — бас-гитара
- Игор Кавалера — ударные
- Скотт Бёрнс — продюсер, engineer, lyrical and translation assistance
- Andy Wallace — сведение
- Fletcher McLean — assistant engineer, lyrical and translation assistance
- Steve Sisco — assistant mix engineer
- Howie Weinberg — мастеринг
- Henrique — synthesizers
- Kent Smith — sound effect creation
- Michael Whelan — cover illustration («Arise»)
- Tim Hubbard — фотография
- Patricia Mooney — art direction
- Don Kaye — liner notes
- Carole Segal — фотография
- Alex Solca — фотография
- Shaun Clark — фотография
- Rui Mendes — фотография
- Bozo — tribal «S» logo